# Nek7

Representación tridimensional proteína NEK7

La proteína NEK7 es una quinasa tipo serina/treonina. Es un miembro de la familia de proteínas codificadas por el gen llamado  Never in Mitosis Gene A (NIMA). La NEK7 realiza funciones esenciales como regulador de los telómeros y participa en los cambios estructurales que se llevan a cabo desde la interfase hasta la división mitótica; en concreto en la creación del huso acromático. También lleva a cabo un papel importante en los microtúbulos de las células neuronales y en la activación de inflamasomas NLPR3.

## Descubrimiento
En 1975 Ron Morris empezó a realizar estudios genéticos con el objetivo de identificar mutantes del ciclo celular utilizando un hongo filamentoso: el Aspergillus Nidulans. A partir de estos estudios, clasificó a los mutantes celulares en dos grupos, a los que denominó: "bim mutants" (Blocked In Mitosis) a aquellos que quedaban bloqueados durante la mitosis; y "nim mutants" (Never In Mitosis) a aquellos que nunca estaban durante la mitosis. Este último grupo incluía un gen llamado nimA (Never In Mitosis A), el cual provocaba que el ciclo celular se detuviese en la fase G2 con cuerpos polares duplicados (lo equivalente a centrosomas en funghi). Además, al clonar este gen, se descubrió que codificaba para una proteína quinasa Ser/Thr , que recibió el nombre de NIMA; esencial para la entrada y la evolución mitótica en Aspergillus (regula la entrada de Cdc2 y Ciclina B al núcleo, participa en la transición entre la fase G2-M). El análisis del genoma humano reveló la existencia de 11 genes tipo NIMA (Lu y Gunt 1995), que codificaban 11 quinasas con un dominio catalítico similar. A estas se les llamó proteínas NEK (NIMA related kinases), numeradas de la 1 a la 11; las cuales participan en el ciclo mitótico de eucariotas, pero no son esenciales para la progresión celular, a diferencia de lo que ocurre en el hongo  Aspergillus Nidulans.
En el año 2001, Kimura y Okano mediante análisis con células somáticas y radiaciones híbridas situaron en el genoma, el gen que codificaba la proteína NEK7. Se encontraba en el cromosoma 1en el locus1q31.3.
Se observó que estos 11 genes NIMA codificaban 11 proteínas que participaban en el ciclo celular. Se descubrió que cada proteína tenía una función específica.
| NEK1 | Función ciliar. Respuesta al daño del DNA.            | NEK7                                                  | Participa en la mitosis. Morfogenesi neuronal.        |
| NEK2 | Participa en mitosis. Desarrollo de microtúbulos      | NEK8                                                  | Función ciliar.                                       |
| NEK3 | Señalización de la prolactina.                        | NEK9                                                  | Participa en la mitosis. Activa NEK7                  |
| NEK4 | Condensación cromatina y citocinesis.                 | NEK10                                                 | Respuesta al daño del DNA                             |
| NEK5 | Condensación cromatina y citocinesis.                 | NEK11                                                 | Respuesta al daño del DNA                             |
| NEK6 | Desarrollo de microtúbulos y participa en la mitosis. | Desarrollo de microtúbulos y participa en la mitosis. | Desarrollo de microtúbulos y participa en la mitosis. |

## Estructura y propiedades químicas[2]
La proteína NEK7 está formada por 302 aminoácidos y tiene un peso molecular de 35KDa; es la más pequeña de todas las proteínas NIMA. Las proteínas quinasas NEK son enzimas con un dominio catalítico en su extremo N-terminal; excepto la NEK10, que tiene el dominio catalítico en el centro de la molécula. A excepción de la 6 y la 7, todas las NEKs poseen una cola en su extremo C-terminal por la que dimerizan.
NEK6 y NEK7 son muy similares (son idénticas en un 86%), ya que ambas son proteínas globulares con una estructura terciaria, poseen una región desestructurada en su extremo N-terminal (en la que se diferencian) e interaccionan con NEK9 y son funcionalmente equivalentes. Esta pequeña porción en la que se diferencian ha sido identificada como responsable de la especifidad de unión al sustrato.
La región catalítica se encarga principalmente de producir una reacción a nivel enzimático donde participan la serina y la treonina. En estas reacciones participa como cofactor el Magnesio.
ATP + L-seryl-[protein] = ADP + H+ + O-phospho-L-seryl-[protein]
Reacción catalítica de la serina.
ATP + L-threonyl-[protein] = ADP + H+ + O-phospho-L-threonyl-[protein]
Reacción catalítica de la treonina.
La carga de la proteína es de 8.5 y su punto isoelectrico es de 8,2782.

## Localización[2]

### A nivel subcelular
Depende del estado de actividad de la célula, la proteína NEK7 se encuentra en el citoesqueleto durante la mitosis: en el huso acromático (interviene en su formación) y en los centrosomas; y está presente en el núcleo de la célula y en el citoplasma durante el resto del ciclo celular.

### A nivel tisular
Se expresa en los pulmones, músculos, testículos, leucocitos y en el cerebro, corazón, hígado y  bazo. De forma minoritaria también se expresa en los ovarios, riñones y en la próstata. Sin embargo, no se ha observado expresión en el intestino delgado.

## Funciones[3][4][5]

### Regulación del NLRP3 y del NEK9
Los inflamasomas son complejos proteicos que regulan la aparición de la enzima Caspasa-1, concretamente del tipo inflamatorio. La proteína NEK7 actúa sobre el eflujo de potasio regulando la oligomerización y activación del inflamasoma NLRP3 que a la vez activa las caspasas, que median en el proceso de apoptosis e inflamación. Para que interactúe con la NLRP3 se debe producir la conversión del dominio NACHT de una conformación inactiva a una conformación activa, para que esto se produzca interviene el ATP. Cuando se produce esta unión, el NEK7 ya no puede interaccionar con el NEK9, regulando así también la mitosis. De la misma forma si el NEK7 interacciona con el NEK9, no puede unirse al NLRP3. El inflamasoma NLRP3 está implicado en la patogénesis de varias enfermedades inflamatorias adquiridas, así como síndromes de fiebre periódica criopirinasociados (CAPS) causados por mutaciones hereditarias de NLRP3.

### Función ciliar
Se han comparado estudios entre eucariotas unicelulares como Chlamydomonas y hongos no ciliados para investigar la movilidad ciliar. En aquellos que no presentan movilidad de los cilios se ha hallado además una falta de NEKs y que, por tanto, la longitud de los cilios dependía de la presencia de estas proteínas. En ello participan principalmente NEK1 Y NEK8  pero otras proteínas NIMA participan también de manera indirecta, como es el caso de la NEK7.

### Morfogénesis de las neuronas.[8]
El NEK7 participa en la formación de neuronas y por lo tanto en el crecimiento de las dendritas. Se ha comprobado que una disminución de NEK7 afecta directamente a la morfogénesis de este tipo de células y, en consecuencia, las dendritas tienen una longitud más corta; lo cual causa que se produzcan peores sinapsis neuronales.

### Regulación de microtúbulos y centrosomas.
La separación del centrosoma y la creación del huso acromático garantizan la correcta división de las cromátidas hermanas durante la mitosis en dos grupos iguales, y por tanto, que las células hija posean el material genético correcto. El complejo NEK6/7/9 participa en este proceso.
La proteína quinasa NEK9 se encuentra inactiva durante la interfase. Es activada durante la mitosis, cuando se une a ella la quinasa Plk1 a través de su dominio PBD (Polo Box Domain) y fosforila su dominio de activación Thr210. Tras esto, NEK6 y 7 se unen a la región C-terminal de NEK9 que, una vez activado, activa y fosforila a 6 y 7. El módulo NEK6/7/9 se localiza en el centrosoma para realizar importantes funciones en la organización de centrosomas y microtúbulos del huso mitótico, ya que en ello participa la proteína motora Eg5, que no se acumula en la célula sin la presencia del complejo.